# جامدرة (سنجك)
جامدرة (بالكردية: Palikan‏) (بالتركية: Çamdere)‏ هي قرية كرديّة رشوانيّة تتبع إداريّاً لمديرية سنجك في محافظة أديامان التركية، بلغ عدد سكانها 1,771 نسمة في عام 2021 ويتبعها نجوع آغاجلي ودلي يوسف وكوللوجه وببه جيك وطوبطاش.